# 鄭迵
鄭迵（琉球語：／  ?；1549年—1611年10月24日）和名謝名親方利山（琉球語：／ ），琉球國第二尚氏王朝的政治、軍事人物。
鄭迵是福建長樂移民鄭肇祚的後裔。1540年出生於琉球國久米村的鄭氏湖城殿內家族裡，其父鄭祿任通事一職。16歲作為官生前往明朝，入學國子監達六年之久，歸國後任職於琉球國朝廷，負責管理向明朝朝貢的事務，領浦添間切謝名村地頭。1579年隨馬良弼赴明朝朝貢。親明派官生出身的鄭迵，在思想上與精通日本文化的三司官翁寄松（城間親方盛久）互相對立。1605年，翁寄松因為鄭迵的讒言被貶為地頭職。翌年，57歲的鄭迵被任命為新的三司官，成為琉球歷史上第一位擁有中國血統的三司官。
鄭迵在《喜安日記》里以「若那」的名字登場。根據喜安的描述，鄭迵是一位「身高六尺、膚色黝黑」的健壯男子。他是琉球王府中親明派的代表人物。

1591年，薩摩藩島津義弘致書尚寧王，指出豐臣秀吉欲出兵朝鮮，命令琉球在明年二月前，將7,500人10個月的糧食運至薩摩藩的坊津，然後設法運往朝鮮。鄭迵認為這是十分無理的要求，主張強硬的拒絕這一要求；並且遣使向明朝報告，稱日本欲從朝鮮入侵中國。
1598年，琉球的進貢船遇風漂至日本仙台，德川家康遣返了船隻，要求琉球遣使向日本謝恩，又遭鄭迵拒絕並厲聲斥責。

1609年，薩摩藩遣樺山久高入侵琉球。薩軍進犯那霸港時，鄭迵與毛繼祖（豐見城親方盛續）奉命防禦，分別據守那霸港附近的三重城和屋良座森城奮力抵抗，但最終那霸港被攻陷，鄭迵被俘。首里城被攻破後，鄭迵同尚寧王等貴族被虜至鹿兒島。此後鄭迵被囚禁。島津忠恆遣人勸降鄭迵，但他拒不投降。

1611年，島津忠恆企圖強迫尚寧王等人簽署《掟十五條》（掟十五ヶ条），臣服於江戶幕府並接受薩摩藩的支配，遭鄭迵的嚴詞拒絕和厲聲斥罵。憤怒的島津忠恆下令殺死鄭迵。其死因，共有兩種說法：一說被斬首，一說被烹刑處死。

鄭迵在臨刑前，尚寧王擔心無人可以委託朝貢之事。鄭迵向尚寧王推薦蔡堅（喜友名親雲上）有外交官的才能，因此在鄭迵死後，尚寧王任命蔡堅為總理唐榮司。

此外，相傳鄭迵精通唐手拳。薩摩藩欲將他殺死，因武藝高強，未能成功。後來數名武士合力上前，方才將他殺死。

鄭迵死後，其府第遭薩摩武士焚燬。其弟鄭週也遭薩摩通緝。謝名一族從此以後開始衰落。鄭週秘密出奔北中城隱居，今日的鄭氏島袋家即為鄭週的後代。

## 後世評價
- 歷代中國派往琉球的冊封使，都把鄭迵視為琉球的忠臣，給予他很高的評價。
- 時任琉球王府茶人的喜安，在其所著的《喜安日記》裡對鄭迵的評價很差：「尋此次琉國之亂的根本，若那一人所為也。此上之佞臣也。」（今度琉国の乱劇の根本を尋るに、若那一人の所為なり。その上佞臣なり。）喜安把鄭迵說成是一個「無能的佞臣」。[11]
- 《中山世鑑》和《中山世譜》把他當作引來國難的元兇，[16][17]並將鄭迵的和名「謝名」寫作「邪名」。[18]
- 美國學者柯喬治認為，鄭迵不願讓自己的祖國成為薩摩藩的附庸，因此與薩摩藩抗爭到底。但最終仍然無法保持琉球的獨立自主狀態，於是選擇的以殉國而死來抗議。[10]
- 鄭迵在第二尚氏王朝時期一直被當作權奸看待，直到近代人們的觀點才得以改變。現今的沖繩學學者多對鄭迵持正面評價，學者真境名安興稱讚鄭迵有「不屈不撓」的精神，[19]紙屋敦之亦認為鄭迵拒絕日本的要求是正義的，把他當作殉國的忠臣和英雄。[7]今沖繩縣那霸市有鄭迵的顯彰碑。

## 登場作品
- 「琉球之風」，1993年NHK大河劇，演員：江守徹（配音：八木政男）